# Bulimulus ochsneri
Bulimulus ochsneri е вид охлюв от семейство Orthalicidae. Видът е критично застрашен от изчезване.

## Разпространение
Разпространен е в Еквадор (Галапагоски острови).